# Dorothy Morrison (Musikerin)
Dorothy Combs Morrison (* 8. Mai 1944 als Dorothy Marie Combs) ist eine US-amerikanische Gospel-Musikerin. Sie ist Co-Autorin und die Leadsängerin von Oh happy day der Edwin Hawkins Singers.
Am 4. November 2011 nahm sie mit Angela Strehli, Annie Sampson und Tracy Nelson als The Blues Broads ein CD- und DVD-Album live im Throckmorton Theatre auf.